# Kurityán
Kurityán est un village et une commune du comitat de Borsod-Abaúj-Zemplén en Hongrie. Il comptait 1712 habitants en 2009